# بيز فوربيش
بيز فوربيش (بالإنجليزية: Piz Forbesch)‏ هو أحد جبال سلسلة جبال الألب أوبيرهالبشتين ويقع في كانتون غراوبوندن في سويسرا. يحتل المرتبة رقم 106 في قائمة جبال سويسرا من حيث الارتفاع، إذ يبلغ ارتفاعه حوالي 3262 متر، بينما يبلغ ارتفاع نتوء الجبل 601 متر، هذا وقد سجل أول وصول لقمة الجبل عام 1893.